# Georges Pagnoud
 (janvier 2017).
Si vous disposez d'ouvrages ou d'articles de référence ou si vous connaissez des sites web de qualité traitant du thème abordé ici, merci de compléter l'article en donnant les références utiles à sa vérifiabilité et en les liant à la section « Notes et références ».
Georges Pagnoud, né le 6 mars 1917 à Paris 13ème et mort le 29 juin 1984 à Fontenay-aux-Roses, est un journaliste sportif français. Il participe à la création d'épreuves cyclistes sur route.

## Journaliste
Georges Pagnoud fait ses débuts dans le journalisme en 1934-1935. Il écrit dans la presse catholique, que décline Le Pèlerin à destination des jeunes. De 1936 à 1946, il est responsable technique de l'organe Les Jeunes, édité par la Fédération gymnastique et sportive des patronages de France (FGSPF). En 1937, il intègre la presse sportive en travaillant pour L'Écho des sports. Ses connaissances professionnelles lui permettent de se faire embaucher en 1945 par un des grands quotidiens du soir de Paris, Ce soir. Il y est le responsable de la rubrique sportive pendant deux années. Il travaille ensuite, à partir de 1948, à L'Intransigeant avant d'entrer au Parisien Libéré en 1958. Il fut également rédacteur-en-chef de Radar qui parut de 1949 à 1962
Lorsqu'en mai 1946 J cède la place à Miroir Sprint, il est le rédacteur en chef du nouvel hebdomadaire omnisport. Il conserve cette fonction jusqu'en 1950, son nom disparaissant des colonnes à cette date. Il collabore ensuite au Miroir des Sports, l'hebdomadaire concurrent qui appartient au groupe de presse du Parisien libéré.

## Créateur de courses cyclistes
Intégrant l'équipe de Ce soir, il dynamise le service des sports en lui faisant organiser des compétitions qui permettent une certaine promotion du titre. Par ce point, il est en accord avec la stratégie du Parti communiste français (PCF) : éliminer le monopole de fait d'un seul journal quant à l'organisation des épreuves. Avant-guerre ce leadership était tenu par L'Auto de Henri Desgrange. La Libération entraîne l'interdiction de reparaître aux journaux ayant paru « sous la botte de l'occupant ». Le PCF voit là un moyen de se faire une place dans un domaine, le sport, où il est peu présent à l'exception de l'organisation annuelle depuis les années 1930 d'un Grand Prix cycliste de L'Humanité qui s'adresse aux sportifs de la Fédération sportive et gymnique du travail (FSGT). L'ambition est tout autre et la technicité de Georges Pagnoud est nécessaire. Il est aidé en ce domaine par un ancien rédacteur sportif de Paris-Soir, Albert Baker d'Isy et peut compter sur la logistique des municipalités communistes, nombreuses à la Libération.
C'est ainsi qu'il crée, en 1945, une épreuve disputée en région parisienne : le circuit des Boucles de la Seine. Cette course perdure jusqu'en 1973, ayant été reprise en 1953 par L'Humanité et L'Humanité Dimanche.
L'année suivante, il tente de reprendre l'organisation de la course à étapes Paris-Nice. L'épreuve appartient à un journal interdit de publication, Le Petit Niçois du groupe de presse Patenôtre. Les communistes des Alpes-Maritimes, qui président le conseil général avec Virgile Barel, sont alors alliés au maire de Nice, Jean Médecin. Ils font appel à Ce soir et à Georges Pagnoud. La course est remportée par le Franco-Italien Fermo Camellini, mais le projet de reprise est abandonné l'année suivante. Paris-Nice n'est disputée à nouveau qu'à partir de 1950, sous la direction d'un autre journaliste sportif, Jean Leulliot.
L'entreprise de suppléer L'Auto ou son successeur L'Équipe dans l'organisation d'un Tour de France bis, incombe aussi à Georges Pagnoud.
Ce soir, s'associe à Miroir Sprint et au quotidien Sports, créé en février 1946 dans la mouvance du PCF et de la FSGT, pour organiser, entre le 10 le 14 juillet 1946, la Ronde de France disputée en cinq étapes entre Bordeaux et Grenoble. L'épreuve qui révèle un jeune grimpeur provençal, Apo Lazaridès, est remportée par un Italien, Giulio Bresci. L'expérience s'arrête à cette édition unique.

## Publications
À partir de 1975, Georges Pagnoud publie chaque année Le livre d'or du cyclisme retraçant chaque année la saison cycliste, publié par les Éditions Solar.
- Le livre d'or de Poulidor, Solar, 1974.
- Gounideg, Ces bretons qui passionnent le cyclisme français, Solar, 1974.
- Le livre d'or d'Eddy Merckx, préface de Luc Varenne, Solar, 1976.
- Joop Zoetemelk, La prochaine étape, avec la collaboration de Georges Pagnoud, préface de Poulidor, Solar, 1980.
- Mémoires du Sport, six numéros, collection créée par Georges Pagnoud, CP Éditions, 1984 à 1986.